# Bicchieri (Einheit)
Bicchieri war ein kleines italienisches Volumenmaß und wurde in Sizilien angewandt. In der Maßkette der Botte oder Both war es mit 5120 Einheiten das letzte Maß. 
Die Maßkette war
- 1 Botte = 4 Salma = 32 Barilli = 64 Quartari = 1280 Quartucci = 2560 Caraffe = 5120 Bicchieri
- 1 Bicchieri = 2,149 Liter